# Felállás (labdarúgás)
A labdarúgásban a felállás azt jelenti, hogy egy csapat milyen formában játszik a pályán. A különböző felállások használatát az határozza meg, hogy egy csapat mennyire akar védekező- vagy támadófutballt játszani.
Felállás van a profik és az amatőrök mérkőzésein is, habár utóbbin nincsenek annyira komoly taktikai tervek. A játékosok képessége és viselkedése is meghatározza, hogy az edző milyen felállást dolgozzon ki. Attól is függ, hogy melyik játékosokra lehet számítani.
A labdarúgás hőskorában a nagy edzők, mint Vittorio Pozzo, Jimmy Hogan vagy Herbert Chapman, számos felállást dolgoztak ki. Ezeknél ma már vannak modernebb felállások is.